# 长穗对叶柳
长穗对叶柳（学名：Salix salwinensis var. longiamentifera）为杨柳科柳属下的一个变种。

## 扩展阅读
- 維基物種上的相關：长穗对叶柳